# Andreï Ivanov
Pour les articles homonymes, voir Ivanov.
Andreï Ievguenievitch Ivanov (en russe : Андрей Евгеньевич Иванов) est un footballeur russe né le 6 avril 1967 à Moscou et mort le 19 mai 2009 dans la même ville. Il évoluait au poste d'arrière gauche.

## Biographie

### En club
Avec le club du Spartak Moscou, il remporte un titre de champion d'URSS et trois titres de champion de Russie.
Il joue 8 matchs en Ligue des champions et atteint les demi-finales de la Coupe d'Europe des vainqueurs de coupe en 1993.

### En équipe nationale
International soviétique, il reçoit 2 sélections en 1991.
Après l'effondrement du régime soviétique, il joue 2 matchs pour l'équipe de CEI durant l'année 1992. Il fait partie de l'équipe de CEI lors de l'Euro 1992. Lors du tournoi, il joue un match contre l'Allemagne.
Il est également international russe à 11 reprises, en 1992 et en 1993. Avec la sélection russe, il dispute cinq matchs comptant pour les tours préliminaires de la coupe du monde 1994.

## Palmarès
Spartak Moscou
- Champion d'Union soviétique en 1989.
- Champion de Russie en 1992, 1993 et 1994.
- Vainqueur de la Coupe d'Union soviétique en 1992.
- Vainqueur de la Coupe de Russie en 1994.